# Spike Goddard

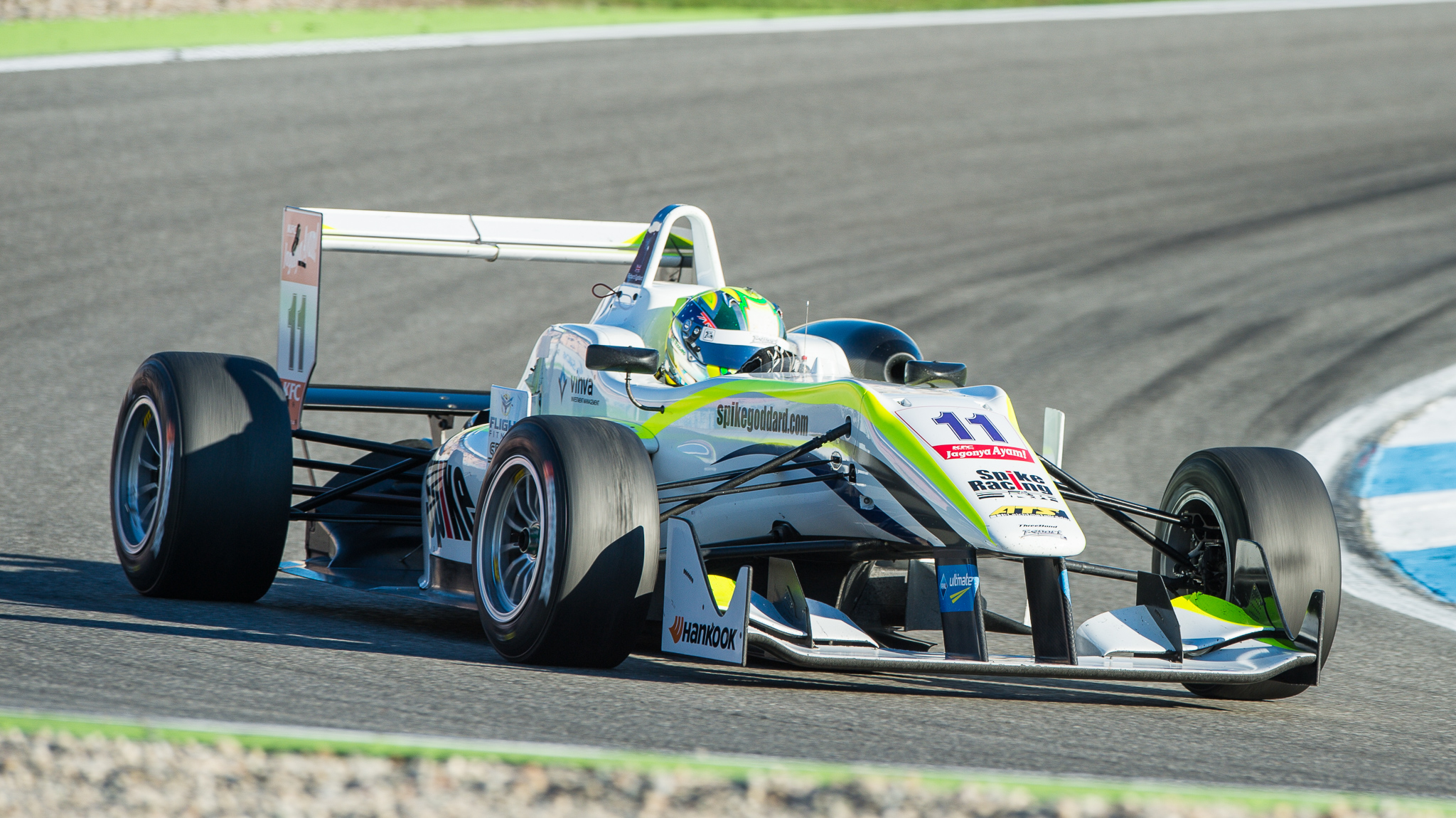
Richard Goddard in Hockenheim in der europäischen Formel-3-Meisterschaft 2014

Richard „Spike“ Goddard (* 17. August 1992) ist ein australischer Automobilrennfahrer. Er startete 2013 und 2014 in der europäischen Formel-3-Meisterschaft. 2013 verwendete er eine britische Lizenz.

## Karriere
Goddard begann seine Motorsportkarriere 2010 im Formelsport. Zunächst startete er in der viktorianischen Formel Ford, einer regionalen Rennserie in Australien. Er wurde Dritter im Gesamtklassement.
2011 entschied sich Goddard für einen Wechsel nach Europa und erhielt ein Cockpit für die britische Formel Ford bei Jamun Racing. Während sein Teamkollege Scott Malvern die Meisterschaft gewann, erreichte Goddard den zehnten Rang. Darüber hinaus nahm er am Formel Ford EuroCup, einer Serie ohne Gesamtwertung, teil. 2012 wechselte Goddard zu ThreeBond Racing|ThreeBond with T-Sport in die britische Formel-3-Meisterschaft. Mit einem älteren Fahrzeug startete er in der Rookie-Klasse. Diese gewann er bei 12 von 28 Rennen und entschied sie für sich. Darüber hinaus trat er als Gaststarter zu drei Rennen der Formel-3-Euroserie an.
Anfang 2013 trat Goddard in Neuseeland in der Toyota Racing Series für M2 Competition an. Goddard schloss die Saison auf dem 17. Platz in der Fahrerwertung ab, während sein Teamkollege Nick Cassidy die Meisterschaft gewann. Anschließend kehrte Goddard nach Europa zu ThreeBond with T-Sport zurück. Für den Rennstall trat er 2013 in der europäischen Formel-3-Meisterschaft an. In dieser Serie startete er in diesem Jahr mit britischer Lizenz. Zwei 14. Plätze waren seine besten Resultate. Darüber hinaus ging Goddard bei einer Veranstaltung der britischen Formel 3 an den Start. Dabei erzielte er einen zweiten Platz. 2014 bestritt Goddard seine zweite Saison in der europäischen Formel-3-Meisterschaft für Threebond with T-Sport. Diesmal startete er mit australischer Lizenz. Goddard erzielte erstmals Punkte und ein neunter Platz war sein bestes Ergebnis. Er beendete die Saison auf dem 23. Platz der Fahrerwertung. Darüber hinaus nahm Goddard 2014 an einem Formel-1-Testtag für Force India teil.

## Statistik

### Karrierestationen
| - 2010: Viktorianische Formel Ford (Platz 3) - 2011: Britische Formel Ford (Platz 10) - 2011: Formel Ford EuroCup | - 2012: Britische Formel 3, Rookie (Meister) - 2013: Toyota Racing Series (Platz 17) - 2013: Europäische Formel 3 | - 2013: Britische Formel 3 (Platz 12) - 2014: Europäische Formel 3 (Platz 23) - 2014: Formel 1 (Testfahrer) |

### Einzelergebnisse in der europäischen Formel-3-Meisterschaft
| Jahr | Team                   | Motor            | 1   | 2   | 3   | 4   | 5   | 6   | 7   | 8   | 9   | 10  | 11  | 12  | 13  | 14  | 15  | 16  | 17  | 18  | 19  | 20  | 21  | 22  | 23  | 24  | 25  | 26  | 27  | 28  | 29  | 30  | 31  | 32  | 33  | Punkte | Rang |
| ---- | ---------------------- | ---------------- | --- | --- | --- | --- | --- | --- | --- | --- | --- | --- | --- | --- | --- | --- | --- | --- | --- | --- | --- | --- | --- | --- | --- | --- | --- | --- | --- | --- | --- | --- | --- | --- | --- | ------ | ---- |
| 2013 | Threebond with T-Sport | Threebond Nissan | MON | MON | MON | SIL | SIL | SIL | HO1 | HO1 | HO1 | BRH | BRH | BRH | SPI | SPI | SPI | NOR | NOR | NOR | NÜR | NÜR | NÜR | ZAN | ZAN | ZAN | VAL | VAL | VAL | HO2 | HO2 | HO2 |     |     |     | 0      | –    |
| 2013 | Threebond with T-Sport | Threebond Nissan | 15  | 24  | 20  | 24  | 15  | DNF | 27  | 24  | DNF | 15  | 21  | 18  | 24  | 18  | 16  | 19  | 24  | 16  | 21  | 21  | DNF | 18  | 18  | 16  | 25  | 17  | 15  | 22  | 20  | 20  |     |     |     | 0      | –    |
| 2014 | Threebond with T-Sport | NBE              | SIL | SIL | SIL | HO1 | HO1 | HO1 | PAU | PAU | PAU | HUN | HUN | HUN | SPA | SPA | SPA | NOR | NOR | NOR | MOS | MOS | MOS | SPI | SPI | SPI | NÜR | NÜR | NÜR | IMO | IMO | IMO | HO2 | HO2 | HO2 | 3      | 23.  |
| 2014 | Threebond with T-Sport | NBE              | 14  | DNF | 21  | 10  | 24  | 12  | 9   | DNF | DNF | 16  | 23  | 22  | 12  | 15  | 22  | 17  | DNF | 14  |     |     |     | 21  | DNF | 17  | 19  | 15  | 17  | 15  | 18  | 19  | 20  | 21  | 12  | 3      | 23.  |